# 헝가리 유대인
헝가리 유대인(헝가리어: Magyar zsidók; 히브리어: יהדות הונגריה)은 적어도 헝가리 왕국으로 거슬러 올라가며, 일부 기록들은 서기 895년 헝가리가 카르파티아 분지를 정복하기 전까지 600년 이상 거슬러 올라간다. 문헌 자료들은 유대인 공동체가 중세 헝가리 왕국에 살았음을 증명하고 심지어 이질적인 헝가리 부족들의 일부가 유대교를 수행했다고 추정한다. 유대인 관리들은 13세기 초 언드라시 2세의 통치 기간 동안 왕을 섬겼다. 13세기 후반부터 일반적인 종교적 관용은 감소했고 헝가리의 정책은 서유럽의 유대인 인구에 대한 대우와 비슷해졌다.
헝가리의 유대인들은 제1차 세계 대전 당시 헝가리 사회에 상당히 잘 통합되었다. 20세기 초에는 헝가리 전체 인구의 5%, 부다페스트 전체 인구의 23%를 차지할 정도로 성장했다. 유대인들은 과학, 예술, 사업 분야에서 두각을 나타냈다. 1941년까지 부다페스트 유대인의 17% 이상이 가톨릭교로 개종했다.
반유대주의 정책은 1920년의 평화 협정 (트리아농 조약)에서 잃어버린 영토를 되찾는 데 전념했던 헝가리의 지도자들이 헝가리의 주장 뒤에 서 있을 가능성이 가장 높은 국제적 행위자들인 나치 독일과 파시스트 이탈리아 정부와 동맹을 맺기로 선택하면서 전쟁 기간 동안 더욱 억압적으로 변했다. 1938년, 호르티 미클로시가 이끄는 헝가리는 독일 뉘른베르크법을 모방하여 일련의 반유대적인 조치들을 통과시켰다. 1944년 3월 19일 독일이 헝가리를 점령한 후, 아우슈비츠 강제 수용소로 추방되었고, 같은 해 5월에서 7월 사이에 헝가리에서 437,000명의 유대인이 그곳으로 보내졌고, 대부분은 도착하자마자 가스가 공급되었다.
2011년 헝가리 인구 조사에 따르면 10,965명 (0.11%)이 종교적 유대인이며, 이 중 10,553명 (96.2%)이 헝가리계라고 밝혔다. 2010년 헝가리의 유대인 인구는 54,000명에서 130,000명 이상으로 추정되고, 대부분 부다페스트에 집중되어 있다. 헝가리에는 유럽에서 가장 큰 유대교 회당이자 뉴욕의 에마누엘 신전 다음으로 세계에서 두 번째로 큰 유대교 회당인 도하니 가 시나고그를 포함하여 많은 활동적인 유대교 회당들이 있다.

## 혁명
제1차 세계 대전에서 1만명 이상의 유대인들이 사망하고 수천명이 부상을 입었으며 장애인들이 헝가리를 위해 싸웠다. 그러나 애국적인 헝가리 유대인들의 이러한 희생은 전후 혼란스러운 사건들로 인해 더 중요했을 것이다.
오스트리아-헝가리 제국의 패배와 해체로 헝가리는 트리아농 조약을 준수해야 했고, 이 조약은 헝가리 제국 영토의 3분의 2와 헝가리 인구의 3분의 2를 이웃 국가들에게 양도했다. 이러한 손실은 헝가리인들에게 깊은 분노와 적대감을 불러일으켰다.
최초의 전후 정부는 카로이 미하이가 이끌었고, 헝가리의 자유민주주의 정부에 대한 최초의 근대적 노력이었다. 그러나 그것은 공산주의 혁명의 발작으로 중단되었고, 이는 헝가리 유대인들이 동포들에게 바라보는 방식에 심각한 영향을 미칠 것이다.
1919년 3월, 공산당과 사회민주당의 연립정부 구성원들이 카로이를 축출했다, 공산주의자들은 그들의 사회민주당 동료들이 대초원의 상당 부분을 루마니아에 양도하는 빅스 노트를 받아들이지도 거부하지도 않았고 헝가리의 통치 기관들을 장악했기 때문에 권력을 잡았다. 헝가리 소비에트 공화국은 처음에는 부다페스트의 진보적인 엘리트 계층과 프롤레타리아 계층 사이에서 인기가 있었지만, 슬로바키아와 루마니아가 점령한 영토를 되찾으려는 노력은 거의 모든 목표에서 부진했다. 특히 반체제 인사들을 위협하고 억압하기 위해 소위 "혁명적 테러"를 실행하는 잔인한 젊은이들로 구성된 집단이 이 달 동안 모든 불만스러운 공산주의자들의 반란이 증거가 되었다. 쿤 벨러, 자뮬리 티보르, 란들러 예뇌를 포함한, 단 한 명의 거르버이 샨도르를 제외한 모든 혁명 지도자들은 유대인 혈통은 유대인이었다. 공산주의가 즉각적인 위협으로 여겨졌던 다른 나라들과 마찬가지로, 혁명 지도자의 위치에 유대인 민족의 존재는 유대인-볼셰비키 음모의 개념을 촉진하는 데 도움이 되었다.
쿤의 정권은 루마니아 군대가 부다페스트에 입성한 지 4개월 반 만에 무너졌고, 오스트리아-헝가리 제국의 전 제독 호르티 미클로시가 이끄는 반동군이 빠르게 뒤따랐다. 짧은 혁명 기간 동안 지속된 고통과 극단적 민족주의 운동에 의한 착취는 비유대인 헝가리인들 사이에서 더 강력한 의심을 불러일으켰고, 기존의 반유대주의적 견해를 뒷받침했다.
1919년 7월부터 호르티의 국민군 장교들은 헝가리 공산주의자들과 그들의 동맹국들에 대해 현실적이든 상상적이든 잔혹한 보복을 감행했다. 유대인, 진보주의자, 농민 등을 향한 일련의 포그롬은 화이트 테러로 알려져 있다. 이러한 보복에서 호르티의 개인적인 역할은 여전히 논쟁의 대상이다(그의 회고록에서 그는 "철의 빗자루만이 나라를 깨끗하게 쓸 수 있었을 것"이라고 말하며 폭력을 부인하는 것을 거부했다). 이 기간 동안 다양한 테러 캠페인의 희생자 수를 집계하는 것은 여전히 정치적 논쟁의 문제이다. 그러나 화이트 테러는 일반적으로 쿤 정권의 탄압보다 수천 대 수백의 규모로 더 많은 생명을 앗아간 것으로 간주된다.

## 제2차 세계 대전 사이의 해

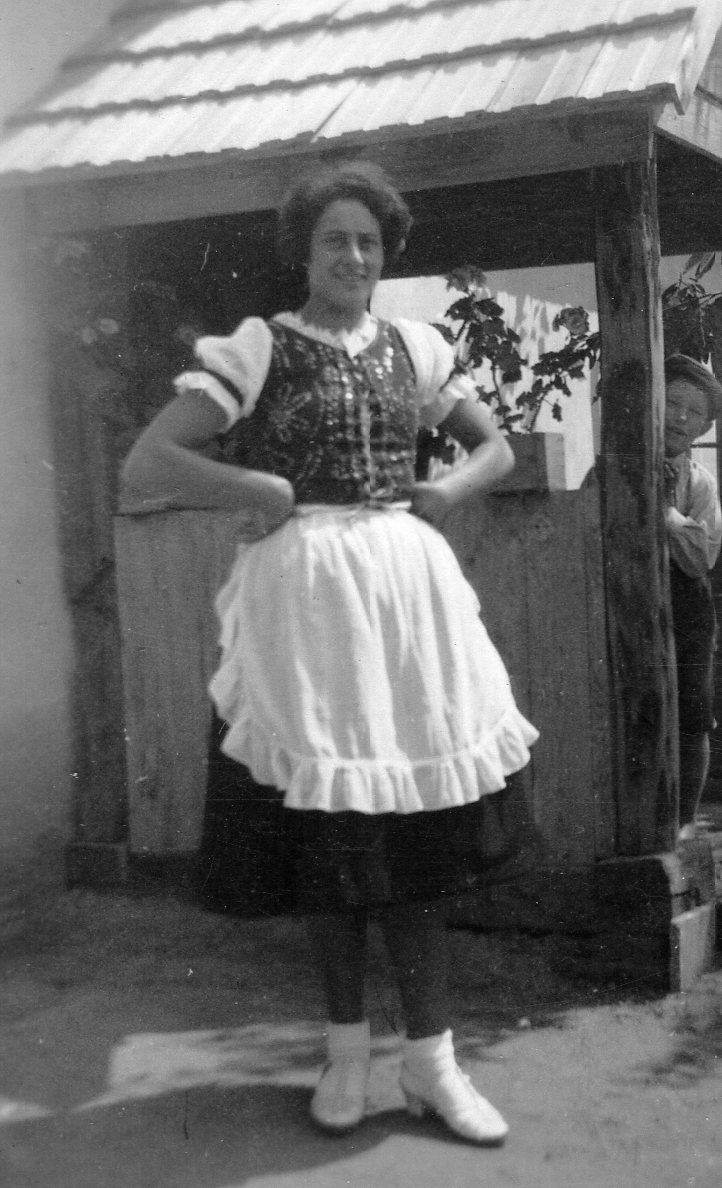
1930년경의 헝가리 유대인 시골 소녀

유대인은 전체 대학생의 4분의 1, 부다페스트 공과대학교의 43%를 차지했다. 1920년에는 헝가리 의사의 60%, 변호사의 51%, 개인적으로 고용된 엔지니어와 화학자의 39%, 편집자와 언론인의 34%, 음악가의 29%가 자신을 유대인이라고 밝혔다.
호르티 제독은 자신이 "반유대주의자"라고 선언했고, 총리에게 보낸 편지에서 "나는 헝가리에서 모든 공장, 은행, 큰 재산, 사업, 연극, 언론, 상업 등 모든 것이 유대인의 손에 있어야 한다는 것을 용납할 수 없다고 생각했고, 유대인들은 헝가리, 특히 해외에서 반영된 이미지가 되어야 한다."라고 적었다.

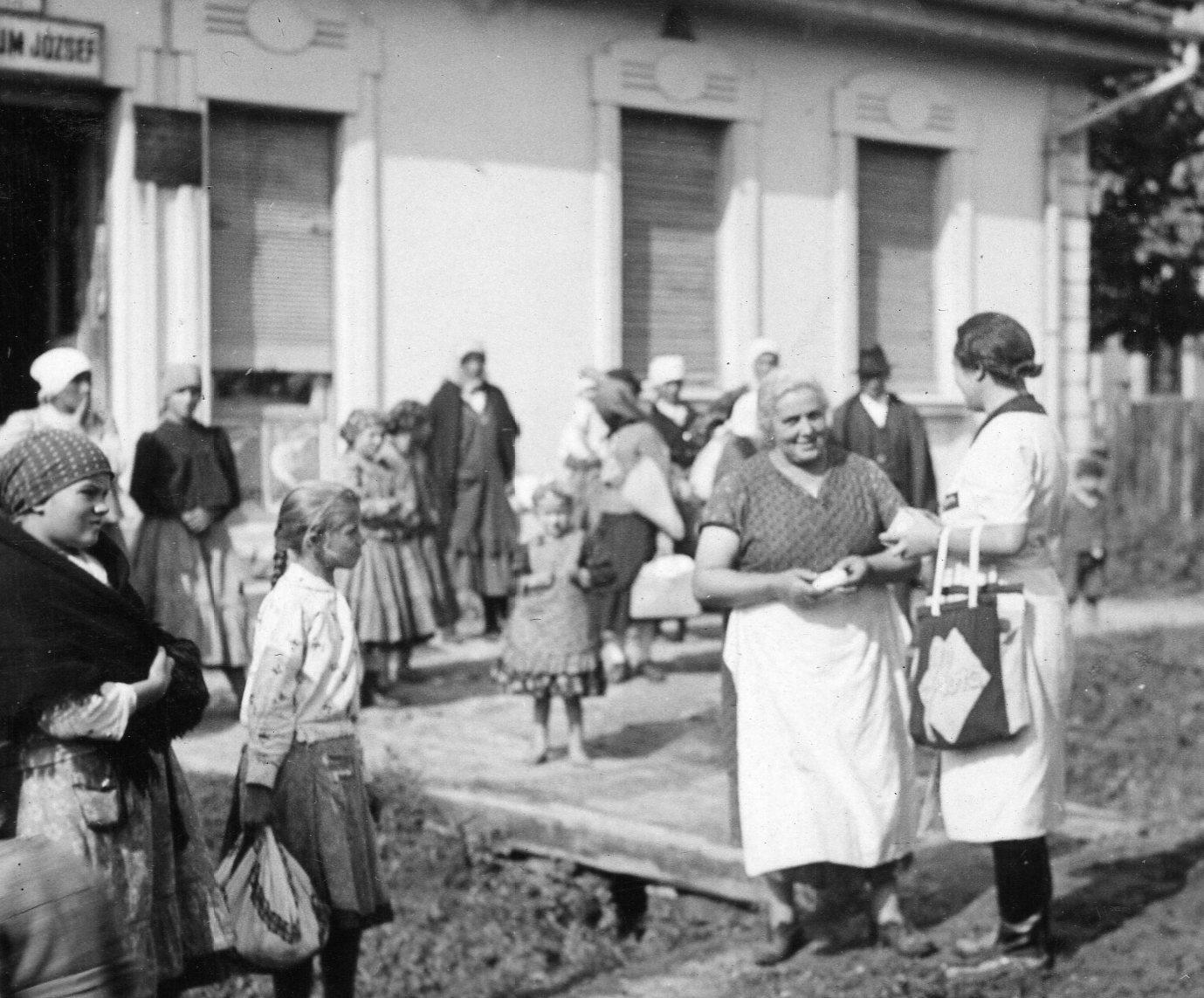
1930년경 베르젠스에 있는 유대인 식료품점 앞에 있는 지역 고객들

유대인들에게 불행하게도, 그들은 역사의 기괴함으로 헝가리에 남아있는 가장 눈에 띄는 소수 민족이 되었고, 다른 큰 "헝가리인이 아닌" 인구 (슬로바키아인, 슬로베니아인, 크로아티아인, 루마니아인, 다른 것들 중에서)는 트리아농에서 영토 손실로 인해 헝가리 인구에서 갑자기 제거되었다. 1919년 공산주의 독재 정권의 지도력뿐만 아니라 경제, 언론, 직업에서 유대인의 매우 가시적인 역할은 헝가리의 유대인을 민족적으로 분리된 집단으로 남겨 국가의 병폐에 대한 희생양이 될 수 있다. 희생양이 빠르게 시작되었다. 1920년, 호르티의 정부는 인구의 크기에 비례하는 소수 학생들의 수에 제한을 두는 "뉴머러스 클로시스" 법을 통과시켰고, 따라서 대학에서의 유대인 등록을 5% 이하로 제한했다.
반유대주의 정책은 헝가리의 지도자들이 제1차 세계 대전에서 잃어버린 영토를 되찾는 데 전념하면서 헝가리의 주장의 배후에 서 있을 가능성이 가장 높은 독일과 이탈리아의 파시스트 정부와 동맹을 맺기로 선택함에 따라 전쟁 기간 동안 더욱 억압적으로 변했다. 제2차 세계 대전 사이에 헝가리 국가사회당과 화살십자당과 같은 파시스트 단체들이 생겨났다.

## 1990년대부터

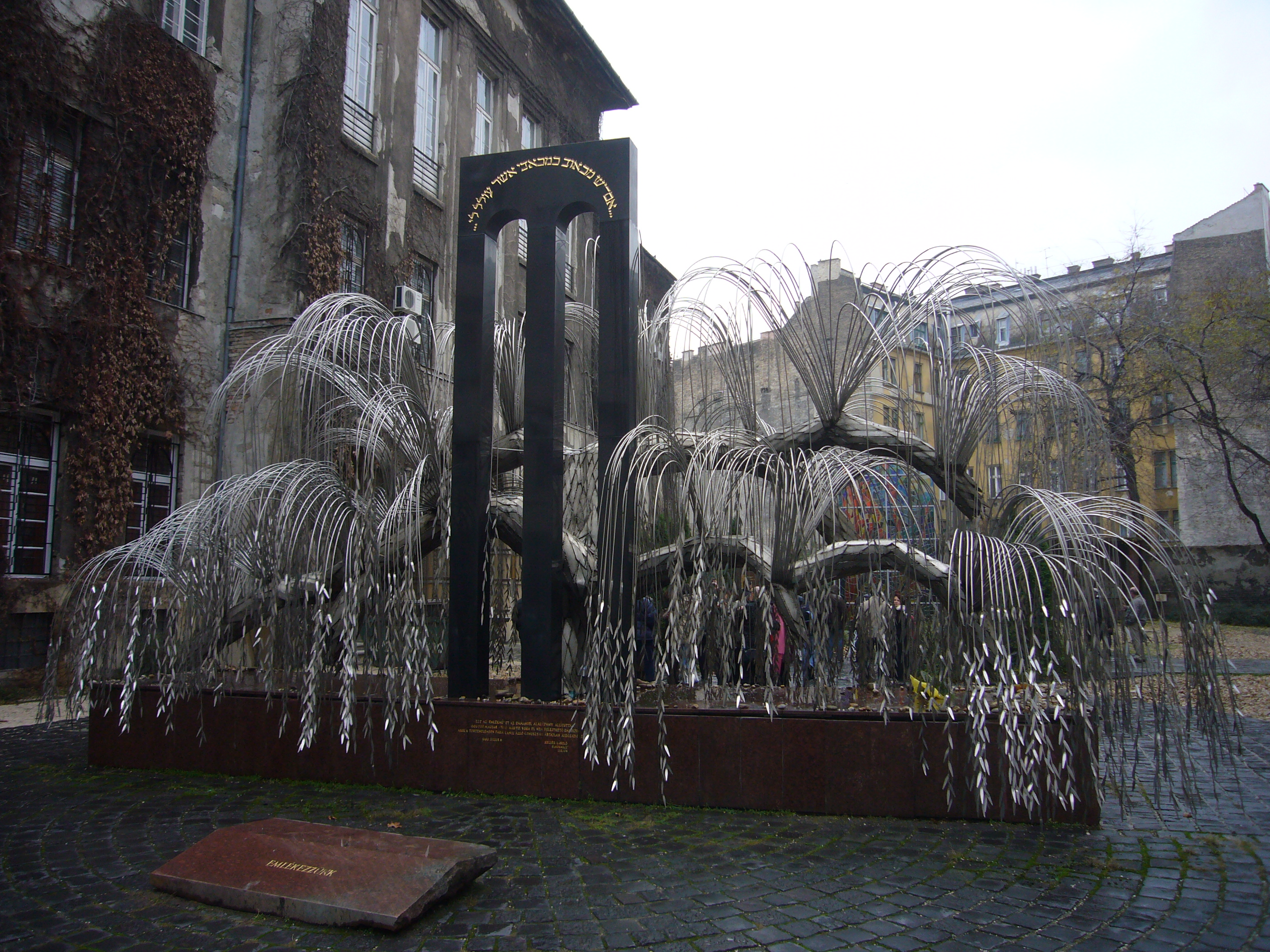
부다페스트에 있는 홀로코스트의 헝가리 희생자들을 위한 수양버들 기념비, 각 잎에는 희생자들 중 한 명의 성이 새겨져 있다.

헝가리의 유대인 인구(현재 국경 내)는 제1차 세계 대전 이후 거의 50만 명에서 1920년과 2010년 사이, 1939년과 1945년(제2차 세계 대전과 홀로코스트) 사이, 그리고 1951년과 1960년(1956년 헝가리 혁명) 사이에 계속 감소했다. 2010년 기준으로 헝가리는 구소련을 제외한 동유럽에서 유대인 인구가 가장 많았다.
공산주의 붕괴 이후 헝가리에는 유대인 출신의 총리인 언털 요제프 (1990년~1993년)와 호른 줄러 (1994년~1998년)가 있었다.
1997년 4월 헝가리 의회는 나치와 공산주의 시절 유대인 피해자들로부터 훔친 재산을 돌려주는 유대인 보상법을 통과시켰다. 이 법에 따라, 재산과 금전적인 지불은 유대인 공공 유산 재단과 홀로코스트의 유대인 희생자들에게 돌려졌다.
비평가들은 그 합계가 상징적인 제스처에 불과하다고 주장했다. 랜돌프 L. 브라함에 따르면, "공산주의 시대의 공포에 대한 정치적으로 지도된 선입견에 의한 홀로코스트의 무색함은 무엇보다도 공산주의 희생자들의 보상을 나치즘의 희생자들보다 우선시하게 만들었습니다. 엎친 데 덮친 격으로, 공산당 정권에 의해 국유화된 재산에 대해 보상을 받은 불확실한 수의 기독교 희생자들은 사실 나치 시대에 유대인들로부터 '합법적으로' 또는 부정하게 그것들을 취득했습니다. 이러한 가상의 외설을 더 복잡하게 만들면서, 오르반 빅토르 정부는 1998년 말에 생존자들이 그들의 사랑하는 사람들이 실제로 홀로코스트의 희생자라는 것을 증명할 수 있다고 가정하고, 그들의 특정 직계 가족 구성원들에게 약 150달러를 지불함으로써 그들에게 보상을 제공함으로써 국가의 집단적 양심을 완화하려고 했습니다."

## 같이 보기
- 화살십자당
- 헝가리의 역사
- 제2차 세계 대전 기간의 헝가리
- 분류:헝가리 유대계 이스라엘인